# Hypodynerus labiatus
Hypodynerus labiatus är en stekelart som först beskrevs av Alexander Henry Haliday 1837.  Hypodynerus labiatus ingår i släktet Hypodynerus och familjen Eumenidae. Inga underarter finns listade i Catalogue of Life.